# 森清蔵
森 清蔵（淸藏、もり せいぞう、1838年（天保9年4月） - 1908年（明治41年）12月10日）は、日本の政治家、衆議院議員（1期）。父親は来島又兵衛。幼名:来島亀之助。

## 経歴
長門国美禰郡(のち山口県美禰郡西厚保村、現・美禰市)生まれ。山口藩整武隊長、副参謀、権少参事、勧農権頭、租税寮出仕となる。のちに山口県会議員、厚狭郡長、防長教育会設立委員などを務めた。
1894年3月の第3回衆議院議員総選挙において山口1区から無所属で立候補して当選した。同年9月の第4回衆議院議員総選挙で落選した。衆議院議員を1期務めた。1908年に死去した。